# Tchan Čung-i
Tchan Čung-i (čínsky pchin-jinem Tán Zhōngyí, znaky zjednodušené 谭中怡, * 29. května 1991, Čchung-čching) je čínská šachistka, mistryně světa v šachu z let 2017 až 2018. Po Sie Ťün, Ču Čchen, Sü Jü-chua a Chou I-fan byla pátou čínskou mistryní světa v šachu.

## Tituly
V roce 2009 získala titul mezinárodní velmistryně (WGM). Titul velmistra (GM) získala v roce 2017 na základě zisku titulu mistryně světa žen.

## Soutěže jednotlivkyň
Vyhrála Mistrovství světa v šachu žen v roce 2017.

## Soutěže družstev
Je vítězka ze šachové olympiády žen s družstvem Číny z roku 2016.

### Šachové olympiády žen
Na třech šachových olympiádách žen získala celkem 20 bodů ze 27 partií.
| Rok  | Olympiáda | Místo    | Deska | ELO  | Počet bodů | Odehráno partií | pořadí na šachovnici | pořadí družstvo |
| ---- | --------- | -------- | ----- | ---- | ---------- | --------------- | -------------------- | --------------- |
| 2008 | 38.       | Drážďany | 5.    | 2395 | 5,0        | 7               | —                    | 8.              |
| 2014 | 41.       | Tromsø   | 4.    | 2468 | 6,0        | 9               | 5.                   | 2.              |
| 2016 | 42.       | Baku     | 4.    | 2475 | 9,0        | 11              | 1.                   | 1.              |